# Heterolocha decoloraria
Heterolocha decoloraria là một loài bướm đêm trong họ Geometridae.